# Pisistràtides
Els Pisistràtides eren una dinastia que va governar Atenes al segle vi aC en lluita contra els Alcmeònides. La va iniciar Pisístrat que va governar del 560 aC fins al 527 aC exercint la tirania, però el seu govern va ser just i magnànim i els anys que va governar són considerats una època daurada dins els governs atenencs.
Pisístrat es va casar tres vegades. No es coneix el nom de la seva primera esposa, la mare d'Hípies i d'Hiparc. Quan va morir el 527 aC el va succeir el seu fill Hípies, i segurament el seu germà Hiparc va estar associat al poder, encara que es va dedicar al mecenatge, i va protegir als poetes Anacreont i Simònides de Ceos fins a la seva mort, assassinat el 514 aC per Harmodi i Aristogitó el 514 aC. Els primers anys de govern d'Hípies van ser una continuació de la política del seu pare, però després de l'assassinat del seu germà va esdevenir un verdader tirà; va fer matar als sospitosos d'oposició, va apujar els impostos i va imposar noves taxes; com que no es considerava segur a Atenes va donar a la seva filla Arquedice en matrimoni a Eàntides, fill d'Hipocle, tirà de Làmpsac, i aliat de Darios I el Gran de Pèrsia.
Finalment els alcmeònides, units als exiliats atenencs i amb suport espartà van passar a l'acció i inicialment es van fer forts a la fortalesa de Leipsídrion al cim del Parnes, a Peònia (probablement seu de la família dels peònides, emparentada amb els alcmeònides) però en van ser expulsats. En un nou intent es van assegurar el favor dels amfictions i de l'oracle de Delfos (subornant a les sacerdotesses) i amb el suport directe d'un exèrcit espartà dirigit per Anquimoli ho van aconseguir. El cap espartà va desembarcar a Falèron on va ser derrotat i mort per Hípies amb l'ajut de la cavalleria tessàlia dirigida per Cinees, però un segon exèrcit espartà dirigit pel rei Cleòmenes I va derrotar els tessalis a una fortalesa fronterera de nom Pal·lènion i es va aproximar a Atenes. Hípies es va retirar a l'acròpoli i difícilment l'haurien pogut obligar a rendir-se sinó hagués estat que el seu fill va caure en mans dels espartans quan era portat fora de l'Àtica per seguretat; per salvar-lo Hípies va haver d'evacuar Àtica cap a Sigeum o Sigeion (510 aC). Els Pisistràtides van ser condemnats a desterrament perpetu.
Els espartans van acabar cridant Hípies a Esparta i proposant el seu restabliment però l'oposició de Sosicles de Corint ho va impedir. Més tard la família es va retirar a la cort persa on van urgir a Darios a prendre venjança d'Atenes i Erètria pel seu suport als jonis revoltats, i va participar en l'expedició enviada sota la direcció de Datis i Artafernes. En quin moment va morir no se sap amb seguretat; segons Suides va morir a Lemnos quan tornava a Pèrsia, i segons Ciceró va morir en la batalla de Marató. La família va restar a Pèrsia sempre al costat dels perses contra Atenes.
Hípies de jove va tenir relacions amoroses amb un noi de nom Carmos (abans amant de Pisístrat) i es va casar amb la seva filla; el nom de la seva primera dona era Mirrine amb la que va tenir cinc fills dels que el més destacat va ser Pisístrat II, arcont epònim durant el govern del seu pare; una filla, Arquedice, era la dona d'Eantides, fill d'Hipocle, tirà de Làmpsac. Segons Tucídides Hípies era l'únic fill de Pisístrat que va tenir fills legítims.
Aristòtil diu que Pisístrat va ser tirà durant 17 anys en un període de 33 i el seu fill durant 18 anys.